# Харківський базовий медичний коледж № 1
Харківський базовий медичний коледж № 1 — комунальний вищий навчальний заклад ІІ рівня акредитації Харківської обласної ради, що розташований у Харкові.

## Історія
Виш засновано 1845 року було як фельдшерську школу Харківського Приказу громадської опіки. Згодом заклад іменувався як фельдшерсько-акушерська школа, Перші курси помічників лікаря, Перший технікум «Єдиного диспансеру», знов фельдшерсько-акушерська школа. З 1954 року — базове медичне училище № 1. 2005 року Харківське базове медичне училище № 1 реорганізоване в Харківський базовий медичний коледж № 1.

## Структура, спеціальності
Коледж готує бакалаврів за фахом «Сестринська справа» і молодших спеціалістів за фахом:
- Лікувальна справа;
- Сестринська справа;
- Лабораторна діагностика;
- Медико-профілактична справа;
- Акушерська справа.

А також має право на підвищення кваліфікації молодших медичних спеціалістів зі всіх цих спеціальностей.